# Vilcabamba (město)
Vilcabamba (v ajmarštině a kečuánštině Willkapampa, často nazývané také Ztracené město Inků) bylo hlavním městem Novoinckého státu v letech 1539 až 1572, kdy bylo dobyto Španěly. Vilcabamba znamená v kečuánštině „posvátná pláň“. Moderní název pro tyto ruiny Vilcabamby je Espiritu Pampa (Rovina duchů). Vilcabamba se nachází v okrese Echarate v provincii La Convención v peruánském regionu Cuzco.
Novoincký stát byl posledním útočištěm incké říše, dokud v roce 1572 nepodlehl španělským dobyvatelům a jejich domorodým spojencům, což znamenalo konec odporu Inků vůči španělské vládě. Následně byla Vilcabamba opuštěna a její poloha zapomenuta. V roce 1911 se průzkumník Hiram Bingham (objevitel Machu Picchu) setkal s místními Peruánci, kteří mu naznačili, kde tyto ruiny leží. Místní je nazývali Espiritu Pampa. V roce 1964 identifikoval americký objevitel Gene Savoy ruiny Espiritu Pampa jako legendární Vilcabambu, což je označení široce přijímané archeology a historiky.
Vilcabamba nebo Espiritu Pampa se nachází v blízkosti řeky Chontabamba, přítoku řeky Urubamba. Toto hlavní město Inků bylo často označováno jako stará Vilcabamba, aby se odlišilo od nového města Vilcabamba, ležící 35 kilometrů v přímé vzdálenosti jihozápadně, které založili Španělé.
V roce 2010 byly v Espiritu Pampa nalezeny předměty patřící k huarijské kultuře a radiokarbonovou metodou datování bylo zjištěno, že pochází z období kolem roku 700 n. l. Tento objev naznačoval, že místo bylo osídleno dlouho předtím, než se stalo hlavním městem Inků v roce 1539. Od roku 2013 jsou archeologické průzkumy tohoto místa neúplné a ruiny Espiritu Pampa jsou nepřístupné vozidlem.